# Aralius gemellus
Aralius gemellus is een keversoort uit de familie Belidae. De wetenschappelijke naam van de soort is voor het eerst geldig gepubliceerd in 2008 door Kuschel.